# Köln
Köln (ripuarski dijalekt: Kölle, francuski: Cologne) je grad u Njemačkoj, u pokrajini Sjeverna Rajna-Vestfalija. Köln je četvrti grad po veličini u Njemačkoj (nakon Berlina, Hamburga i Münchena) i najveći grad konurbacije Ruhr (niza spojenih gradova uz Rajnu u zapadnom dijelu Njemačke).

## Povijest
Na prostoru današnjeg Kölna je u starom vijeku živjelo germansko pleme Ubi koji su osnovali prvo naselje. Rimljani su preuzeli njihovo naselje i nazvali ga Oppidum Ubiorum (Grad Uba) koji je bio značajna rimska vojna baza na granici prema Germanima (granica Rimskog Carstva je prolazila Rajnom). Grad je rodno mjesto Agripine mlađe, žene cara Klaudija i majke Nerona. Agripina je isposlovala da njezin rodni grad 50. godine dobije status kolonije (rimskog civilnog naselja u kojem žive rimski građani). Kolonija je po Agripini dobila ime Colonia Claudia Ara Agrippinensium. Od naziva Colonia dolazi današnje ime grada (francuski Cologne). Grad je imao jedan od najdužih vodovoda u Rimskom Carstvu koji je dovodio vodu s planine Eifel. Godine 90. postao je glavni grad rimske provincije Germania Inferior.
Grad je bio središte Galskog carstva koje je pod vodstvom Postuma između 260. i 273. bilo nezavisno od rimske vlasti. Godine 310. car Konstantin sagradio je most preko Rajne. Godine 355. grad su zauzeli Alemani. Od 313. grad je sjedište biskupa. Godine 455. zauzeli su ga Salijski Franci i učinili svojim glavnim gradom. Time je prestala rimska vlast, ali je grad ostao značajno središte i nakon seobi naroda kad je propala većina rimskih gradova.
U srednjem vijeku je Köln bio jedan od najznačajnijih gradova na zapadu Njemačke. Od 785. je bio sjedište nadbiskupa. Kölnski nadbiskup je bio jedan od najznačajnijih u Njemačkoj i izborni knez Svetog Rimskog Carstva (imao je pravo birati cara). Köln je imao status slobodnog carskog grada i bio je član Hanzeatske lige (udruženja trgovačkih gradova srednje i sjeverne Njemačke i baltičkog primorja). Zbog članstva u Hanzi se razvija trgovina i Köln postaje jedna od najvažnijih luka na Rajni.
Köln je izgubio status slobodnog carskog grada tijekom Napoleonove vlasti. Nakon Napoleonovog pada i ukidanja Svetog Rimskog Carstva je postao dio Pruske. Od sredine 19. st. se razvija industrija i grad se brzo širi. Prostor uz Rajnu je zbog nalazišta ruda bio jedan od prvih centara razvoja industrije u Njemačkoj.
Nakon 1. svj. rata je Köln postao dio demilitariziranog Porajnja i u početku je bio pod britanskom okupacijom. Njemačka vojska se vraća 1936. po Hitlerovoj naredbi. Tijekom 2. svj. rata je bio zapovjedno središte i pretrpio značajno bombardiranje. Nakon rata je obližnji grad Bonn postao glavni grad Savezne Republike Njemačke. Glavni grad novoosnovane pokrajine Sjeverna Rajna-Vestfalija je postao Düsseldorf koji je manji od Kölna. Time je Köln izgubio političko značenje, ali je ostao gospodarsko središte. Obnovu grada nakon rata je vodio arhitekt Rudolf Schwarz.

## Zemljopis
Köln se nalazi na zapadu Njemačke na rijeci Rajni. Najveći je grad konurbacije Ruhr (niza velikih gradova povezanih u jednu cjelinu). Veći gradovi u blizini su: Bonn, Bornheim, Leverkusen, Solingen i Düsseldorf. Ruhrski prostor ima značajna nalazišta ruda na kojima se temelji razvoj industrije. Köln je jedna od najvažnijih riječnih luka na Rajni. Česte su poplave. Reljef oko grada je brdovit. Klima je umjereno-kontinentalna.

## Znamenitosti
Povijesna jezgra Kölna je bila razorena u 2. svj. ratu, ali je kasnije obnovljena. Najprepoznatljiviji simbol Kölna je katedrala u gotičkom stilu. To je jedna od najpoznatijih njemačkih katedrala koja je upisana na listu svjetske baštine UNESCO-a. Grad ima još mnogo crkava i građevina u gotičkom i romaničkom stilu. Poznat je most preko Rajne Hohenzollernbrücke. Postoji telekomunikacijski toranj Colonius s promatračnicom. Grad je poznat kao mjesto nastanka kolonjske vode i postoji muzej posvećen njoj. U gradu se nalazi i muzej Ludwig.

## Promet
U Kölnu je sjedište njemačkog zračnog prijevoznika Lufthanse. Također je sjedište Europske agencije za zrakoplovnu sigurnost (EASA). Zračna luka Köln Bonn je jedna od značajnijih u Njemačkoj i služi za oba grada. Köln je vrlo gustom mrežom autocesta i željezničkih pruga (jednom od najgušćih u Njemačkoj) povezan s ostalim gradovima unutar Ruhra.

## Gradovi prijatelji
|  | - Liverpool (Ujedinjeno Kraljevstvo), od 1952. - Esch-sur-Alzette (Luksemburg), od 1958. - Lille (Francuska), od 1958. - Liège (Belgija), od 1958. - Rotterdam (Nizozemska), od 1958. - Torino (Italija), od 1958. - Kyoto (Japan), od 1963. - Tunis (Tunis), od 1964. - Turku (Finska), od 1967. - Bezirk Neukölln, (Berlin) od 1967. - Cluj-Napoca (Rumunjska), od 1976. - Tel Aviv-Jaffa (Izrael), od 1979. - Barcelona (Španjolska), od 1984. - Peking (Kina), od 1987. - Solun (Grčka), od 1988. - Cork (Irska), od 1988. - Corinto / El Realejo (Nikaragva), od 1988. - Indianapolis (SAD), od 1988. - Volgograd (Rusija), od 1988. - Bezirk Treptow-Köpenick (Berlin), od 1990. - Katowice (Poljska), od 1991. - Betlehem (Palestina), od 1996. - Istanbul (Turska), od 1997. - Rio de Janeiro (Brazil), od 2011 |

## Vanjske poveznice
- Službena stranica
- Gradski portal

### Ostali projekti
|  | Zajednički poslužitelj ima još gradiva o temi Köln |